# Білл Голдсворті
Білл Голдсворті (англ. Bill Goldsworthy, нар. 24 серпня 1944, Ватерлоо — пом. 29 березня 1996, Міннеаполіс) — канадський хокеїст, що грав на позиції крайнього нападника. Грав за збірну команду Канади.
Провів понад 800 матчів у Національній хокейній лізі.

## Ігрова кар'єра
Хокейну кар'єру розпочав 1963 року в Хокейній асоціації Онтаріо (ОХА).
Протягом професійної клубної ігрової кар'єри, що тривала 16 років, захищав кольори команд «Бостон Брюїнс», «Міннесота Норт-Старс», «Нью-Йорк Рейнджерс», «Індіанаполіс Рейсерс» та «Едмонтон Ойлерс».
Загалом провів 811 матчів у НХЛ, включаючи 40 ігор плей-оф Кубка Стенлі.
Виступав за збірну Канади в матчах Суперсерії 1972 року, закинув одну шайбу та зробив одну результативну передачу.

## Нагороди та досягнення
- Учасник матчу усіх зірок НХЛ — 1970, 1972, 1974, 1976.

## Статистика
| Сезон        | Клуб                     | Ліга         | Регулярний сезон | Регулярний сезон | Регулярний сезон | Регулярний сезон | Регулярний сезон | Плей-оф | Плей-оф | Плей-оф | Плей-оф | Плей-оф |
| Сезон        | Клуб                     | Ліга         | І                | Г                | П                | О                | ШХ               | І       | Г       | П       | О       | ШХ      |
| ------------ | ------------------------ | ------------ | ---------------- | ---------------- | ---------------- | ---------------- | ---------------- | ------- | ------- | ------- | ------- | ------- |
| 1963–64      | «Ніагара Фоллс Флаєрс»   | ОХА          | 56               | 21               | 47               | 68               | 0                | —       | —       | —       | —       | —       |
| 1964–65      | «Ніагара Фоллс Флаєрс»   | ОХА          | 54               | 28               | 27               | 55               | 0                | —       | —       | —       | —       | —       |
| 1964–65      | «Бостон Брюїнс»          | НХЛ          | 2                | 0                | 0                | 0                | 0                | —       | —       | —       | —       | —       |
| 1965–66      | «Оклахома Сіті Блейзерс» | ЦПХЛ         | 22               | 2                | 5                | 7                | 65               | 2       | 1       | 0       | 1       | 4       |
| 1965–66      | «Бостон Брюїнс»          | НХЛ          | 13               | 3                | 1                | 4                | 6                | —       | —       | —       | —       | —       |
| 1966–67      | «Оклахома Сіті Блейзерс» | ЦПХЛ         | 11               | 4                | 1                | 5                | 14               | —       | —       | —       | —       | —       |
| 1966–67      | «Баффало Бізонс»         | АХЛ          | 22               | 9                | 11               | 20               | 42               | —       | —       | —       | —       | —       |
| 1966–67      | «Бостон Брюїнс»          | НХЛ          | 18               | 3                | 5                | 8                | 21               | —       | —       | —       | —       | —       |
| 1967–68      | «Міннесота Норт-Старс»   | НХЛ          | 68               | 14               | 19               | 33               | 68               | 14      | 8       | 7       | 15      | 12      |
| 1968–69      | «Мемфіс Старс»           | ЦПХЛ         | 6                | 4                | 0                | 4                | 6                | —       | —       | —       | —       | —       |
| 1968–69      | «Міннесота Норт-Старс»   | НХЛ          | 68               | 14               | 10               | 24               | 110              | —       | —       | —       | —       | —       |
| 1969–70      | «Міннесота Норт-Старс»   | НХЛ          | 75               | 36               | 29               | 65               | 89               | 6       | 4       | 3       | 7       | 6       |
| 1970–71      | «Міннесота Норт-Старс»   | НХЛ          | 77               | 34               | 31               | 65               | 85               | 7       | 2       | 4       | 6       | 6       |
| 1971–72      | «Міннесота Норт-Старс»   | НХЛ          | 78               | 31               | 31               | 62               | 59               | 7       | 2       | 3       | 5       | 6       |
| 1972–73      | «Міннесота Норт-Старс»   | НХЛ          | 75               | 27               | 33               | 60               | 97               | 6       | 2       | 2       | 4       | 0       |
| 1973–74      | «Міннесота Норт-Старс»   | НХЛ          | 74               | 48               | 26               | 74               | 73               | —       | —       | —       | —       | —       |
| 1974–75      | «Міннесота Норт-Старс»   | НХЛ          | 71               | 37               | 35               | 72               | 77               | —       | —       | —       | —       | —       |
| 1975–76      | «Міннесота Норт-Старс»   | НХЛ          | 68               | 24               | 22               | 46               | 47               | —       | —       | —       | —       | —       |
| 1976–77      | «Міннесота Норт-Старс»   | НХЛ          | 16               | 2                | 3                | 5                | 6                | —       | —       | —       | —       | —       |
| 1976–77      | «Нью-Йорк Рейнджерс»     | НХЛ          | 61               | 10               | 12               | 22               | 43               | —       | —       | —       | —       | —       |
| 1977–78      | «Нью-Йорк Рейнджерс»     | НХЛ          | 7                | 0                | 1                | 1                | 12               | —       | —       | —       | —       | —       |
| 1977–78      | «Нью-Гейвен Найтгоукс»   | АХЛ          | 4                | 1                | 2                | 3                | 4                | —       | —       | —       | —       | —       |
| 1977–78      | «Індіанаполіс Рейсерс»   | ВХА          | 32               | 8                | 10               | 18               | 10               | —       | —       | —       | —       | —       |
| 1978–79      | «Едмонтон Ойлерс»        | ВХА          | 17               | 4                | 2                | 6                | 14               | 4       | 1       | 1       | 2       | 11      |
| Усього в НХЛ | Усього в НХЛ             | Усього в НХЛ | 771              | 283              | 258              | 541              | 793              | 40      | 18      | 19      | 37      | 30      |